# Isabel Rea
Isabel Rea (Coxsackie, 13 febbraio 1889 – Coxsackie, 14 settembre 1961) è stata un'attrice statunitense che lavorò nel cinema all'epoca del muto.
Talvolta citata come Isabel Rae, prese parte - nel corso degli anni dieci - a circa un'ottantina di film, iniziando la sua carriera lavorando per la Independent Moving Pictures (IMP).

## Filmografia
- For the Sunday Edition (1910)
- Unreasonable Jealousy (1910)
- Pictureland (1911)
- A Manly Man, regia di Thomas H. Ince (1911)
- The Penniless Prince, regia di Thomas H. Ince (1911)
- The Fair Dentist, regia di Thomas H. Ince (1911)
- The Minor Chord, regia di Joseph W. Smiley (1911)
- In the Sultan's Garden, regia di Thomas H. Ince e William H. Clifford (1911)
- For the Queen's Honor, regia di Thomas H. Ince (1911)
- By Registered Mail (1911)
- The Rose's Story, regia di Joseph W. Smiley, George Loane Tucker (1911)
- King, the Detective (1911)
- Executive Clemency (1911)
- Over the Hills, regia di Joseph W. Smiley, George Loane Tucker (1911)
- After Many Years, regia di Carl Laemmle (1912)
- Toys of Destiny, regia di Edwin August (1912)
- The Prodigal Brother (1913)
- The Blind Composer's Dilemma (1913)
- The Wrong Road to Happiness (1913)
- Fire and Sword, regia di T. Hayes Hunter (1914)
- Her Old Teacher, regia di Travers Vale (1914)
- A Bunch of Flowers, regia di Dell Henderson (1914)
- The Burglar's Sacrifice (1914)
- The Science of Crime, regia di George Morgan (1914)
- By the Old Dead Tree, regia di J. Farrell MacDonald (1914)
- The Billionaire, regia di James Kirkwood (1914)
- The Counterfeiter's Daughter, regia di Edward Morrissey - cortometraggio (1914)
- For the Cause, regia di Travers Vale (1914)
- His Change of Heart (1914)
- Her Doggy (1914)
- Gwendolin, regia di Travers Vale (1914)
- Martin Chuzzlewit, regia di Travers Vale e Oscar Apfel (1914)
- Hearts of Gold (1914)
- The Fleur-de-Lis Ring, regia di Wray Physioc (Wray Bartlett Physioc) (1914)
- Blacksmith Ben, regia di J. Farrell MacDonald (1914)
- A Mother's Way (1914)
- Under the Gaslight, regia di Lawrence Marston (1914)
- The Sheriff of Willow Gulch (1914)
- The Way Home (1914)
- The Barrier Between (1915)
- Heart's Hunger (1915)
- Milady's Boudoir (1915)
- The Stray Shot (1915)
- The Village Friend (1915)
- The Cowboy's Conquest (1915)
- Tess of the Hills (1915)
- The Beautiful Lady (1915)
- When the Tide Turned (1915)
- Just a Lark (1915)
- Destiny Decides (1915)
- The Brooding Heart (1915)
- To Have and to Lose (1915)
- Toys of Destiny (1915)
- Masked Fate (1915)
- The Avenging Sea (1915)
- The Heart of an Actress (1915)
- The Tear on the Page (1915)
- Life's Changing Tide, regia di George Morgan (1915)
- Fate's Healing Hand, regia di George Morgan (1915)
- The Summoning Shot, regia di George Morgan (1915)
- The One Forgotten, regia di George Morgan (1915)
- The Wanderer's Pledge, regia di George Morgan (1915)
- Love's Rescue, regia di George Morgan (1915)
- Stronger Than Love, regia di George Morgan (1915)
- A Triple Winning, regia di George Morgan (1915)
- The Mystery of Henri Villard (1915)
- Dora, regia di Travers Vale (1915)
- Among Those Killed (1915)
- At the Road's End (1915)
- Behind the Mask, regia di George Moore (1915)
- Her Renunciation, regia di George Morgan (1915)
- The Old and the New (1915)
- The Dawn of Courage (1915)
- The Banker and the Thief (1915)
- Arline's Chauffeur (1915)
- The Sheriff's Trap, regia di George Morgan (1915)
- Dora Thorne, regia di Lawrence Marston (1915)
- The Man from Town (1915)
- Pique, regia di Lawrence Marston (1916)
- The Siren